# Cécile Gambini
Pour les articles homonymes, voir Gambini.
Cécile Gambini, née à Grasse le 24 juin 1973, est une autrice et illustratrice de littérature jeunesse française.

## Biographie
Cécile Gambini a étudié à l'école des Beaux-Arts d'Aix-en-Provence et à l'École supérieure des arts décoratifs de Strasbourg. Elle écrit et illustre des livres pour enfants depuis 1997,, et expose ses œuvres. 
Elle illustre également des textes d'autres auteurs, dont Stéphane Servant, et elle est publiée chez de nombreux éditeurs jeunesse, tels Milan, Nathan, L'Atelier du poisson soluble, Didier Jeunesse ou Rue du Monde.
Parmi ses travaux d'illustrations, elle illustre en 2013 Les plantes ont-elles un zizi ? Et autres questions fondamentales sur les végétaux, sur un texte de Jeanne Failevic et Véronique Pellissier, publié chez Actes Sud junior. Pour Dominique Fourment, dans La Revue des livres pour enfants du Centre national de la littérature pour la jeunesse (CNLJ),  « Écrit par une habituée du multimédia non-botaniste mais très inspirée par Francis Hallé, servi par une illustratrice de talent, un livre original, clair, très attrayant qui amène le lecteur à saisir l'essentiel et aborde des thèmes inédits. »
En 2019, elle effectue une résidence d'artiste à Montabuban de dix semaines, avec le soutien du DRAC.

## Ouvrages
Elle a publié de nombreux ouvrages.

### Autrice et illustratrice
- Mes meilleurs amis, 1996
- Le chien amoureux de la lune, 1997
- Pom, pom, pom, 1998
- Poulets, poulots et poulettes, 1999
- Si certaines montagnes, 2002
- Margherita, 2002
- Grippé !, 2004
- Bob Robinson, 2005
- Les trois poissons, 2006
- Bagbada, 2007
- Le géant de sable, 2007
- Pourquoi les chats chassent les souris, 2009
- Rocky cat, 2009
- Le grand voyage de M. Merlu, 2009
- Du côté de chez moi, 2013
- Six saucisses à roulettes, 2014
- Tine ou Les idées noires au placard, 2014
- Au secours mémé, 2016
- Mais qui est derrière moi ?, 2016
- Les cadeaux impossibles, 2017

### Illustratrice
- Le Roi qui voulait voler ou La fabuleuse histoire des fous de Bassan, texte de Sylvie Rouch, ill. Cécile Gambini, Grandir, 1999
- Les Fêtes et Les Saisons, 2002
- Les goûters d'anniversaire, 2004
- Comptine, 2004
- Des rondes et des z'étoiles, 2004
- Le Climat, De nos ancêtres à vos enfants, texte de Valérie Masson-Delmotte et Bérengère Dubrulle, illustrations de Cécile Gambini, éd. Le Pommier, Paris, 2005 ; et rééd.
- Le zoo, 2006
- Le français est un poème qui voyage : anthologie de poèmes francophones pour les enfants, poèmes réunis par Jean-Marie Henry, illustrations de Cécile Gambini, préface d'Alain Rey, Rue du monde, 2006
- Cœur d'Alice[5], texte de Stéphane Servant, Rue du Monde, 2007
- La petite fille au kimono rouge, texte de Kay Haugaard, traduit de l'anglais par F. de Lassus-Saint-Genies, illustrations de Cécile Gambini, Hachette Jeunesse, 2007
- L'enfant du bananier : un conte chinois, texte d'Isabelle Sauer, illustrations de Cécile Gambini, Didier jeunesse, 2010
- Jeux de portraits[9], texte de Laura Berg, 2012
- Les plantes ont-elles un zizi ? Et autres questions fondamentales sur les végétaux[6], texte de Jeanne Failevic et Véronique Pellissier, illustrations de Cécile Gambini, Actes Sud junior, 2013
- Six saucisses à roulettes[10], texte de Michaël Escoffier, ill. Cécile Gambini, L'atelier du poisson soluble, 2014
- Les deux cailloux : un conte africain[11], texte de Françoise Diep, illustrations de Cécile Gambini, Didier jeunesse, 2014
- Mais qui est derrière moi ? , texte d'Agnès de Lestrade, illustrations de Cécile Gambini, La Poule qui pond édition, 2016
- Les Rebelles, 2018

## Prix et distinctions
- « Bibliothèque idéale » du Centre national de la littérature pour la jeunesse (BnF)[12] :
  -  Le français est un poème qui voyage : anthologie de poèmes francophones pour les enfants, poèmes réunis par Jean-Marie Henry, illustrations de Cécile Gambini, préface d'Alain Rey, Rue du monde, 2006
  -  La petite fille au kimono rouge, texte de Kay Haugaard, traduit de l'anglais par F. de Lassus-Saint-Genies, illustrations de Cécile Gambini, Hachette Jeunesse, 2007
  - L'enfant du bananier : un conte chinois, texte d'Isabelle Sauer, illustrations de Cécile Gambini, Didier jeunesse, 2010

## Expositions
- « Eux six » : le Musée de l'illustration jeunesse de Moulins l'expose avec 5 autres artistes dont Éric Battut et Fabienne Cinquin[13], 2016
- « Exposition Cécile Gambini », Endroit-Envers bouquiniste, Clermont-Ferrand, 2017
- En 2019 le musée Victor Brun expose les œuvres du photographe Patrick Bastide dans une exposition intitulée  « L'atelier éphémère : une histoire naturelle de Cécile Gambini. Exploration photographique d'une résidence par Patrick Bastide»[14].